# Municipios de Dinamarca
Dinamarca está dividida en cinco regiones, que contienen 98 municipios ( en danés kommuner La Región Capital tiene 29 municipios, Dinamarca Meridional 22, Dinamarca Central 19, Selandia 17 y Dinamarca Septentrional 11. El Gobierno pretende fusionar R. Hovedstaden con R. Sjælland el 1 de enero de 2027 para formar la Región Østdanmark (Región de Dinamarca Oriental). El consejo regional tendrá 41 miembros y será elegido el martes 18 de noviembre de 2025 en las elecciones locales danesas ordinarias de 2025.
Esta estructura se estableció mediante una reforma administrativa (en danés: Strukturreformen; del sector público de Dinamarca, efectiva el 26 de junio de 2005 (elecciones al consejo el 15 de noviembre de 2005), que abolió los 13 condados (amter; en singular amt) y creó cinco regiones (regioner; en singular region) que, a diferencia de los condados (1970-2006) (en danés: amtskommune, lit. «municipio de condado»), no son municipios. Los 270 municipios se consolidaron en 98 unidades mayores, la mayoría de las cuales tienen al menos 20 000 habitantes.
En total, 68 municipios se han fusionado como resultado de la reforma administrativa, entre ellos Ærø, que se fusionó el 1 de enero de 2006, y el Municipio Regional de Bornholm, que es una fusión desde el 1 de enero de 2003, antes de la reforma. El 1 de enero de 2007 se fusionaron 238 municipios para formar 66 municipios, lo que supone un total de 245 municipios fusionados en 2003, 2006 y 2007. Los 30 municipios restantes no se han fusionado. Lolland y Sønderborg están formados cada uno por siete antiguos municipios.
Antes de la fusión, Bornholm contaba con 275 municipios y 14 condados. Dos municipios sui generis, Copenhague y Frederiksberg, nunca fueron parte de un condado, sino que eran condados por derecho propio.
Muchas de las competencias de los antiguos condados fueron asumidas por los 98 municipios. Con el aumento de responsabilidades, el tipo del impuesto sobre la renta que recauda cada uno de ellos subió tres puntos porcentuales el 1 de enero de 2007. Este impuesto formaba parte del impuesto recaudado por los antiguos condados.
El archipiélago de Ertholmene no forma parte de ningún municipio, sino que está administrado por el Ministerio de Defensa .
La superficie media de un municipio danés es de 432,59 km 2. La superficie indicada en cada artículo sobre municipios y regiones es la superficie total de tierra y agua, de la cual esta última puede constituir una gran parte, por ejemplo en el municipio de Halsnæs.

## Fundamento jurídico de los municipios
La Constitución de Dinamarca establece: «Artículo 82. El derecho de los municipios a gestionar sus propios asuntos de forma independiente, bajo la supervisión del Estado, se establecerá por ley.»

### Concejales
El martes 15 de noviembre de 2005 se eligieron 2522 concejales municipales (y 205 regionales), los primeros desde la nueva reforma. En 1997 había 4685 concejales municipales y 374 comarcales en los entonces 275 municipios y 14 comarcas. Como ejemplo de la reducción del número de concejales, Bornholm contaba, en los años 70 y 80, con un total de 122 concejales (desde 1999: 89) en cinco municipios y un condado (18 concejales de condado en los años 90 [desde 1999: 15]). Tras la fusión, el 1 de enero de 2003, de los cinco municipios y el condado, hubo un consejo municipal único con 27 concejales. A partir del 1 de enero de 2018, se redujo a 23. Después del 1 de enero de 2007, cuando el municipio regional de Bornholm perdió sus privilegios de condado (que duraron solo cuatro años, de 2003 a 2006), se ha hablado de reducir el número de concejales a 19, aunque las directrices para un municipio de más de 20 000 habitantes establecen un máximo de 31 concejales y un mínimo de 19, y las directrices para un municipio de menos de 20 000 habitantes establecen un máximo de 31 concejales y un mínimo de 9. Estas directrices sustituyeron a las antiguas en las elecciones municipales de 2005, tras la aprobación en el Parlamento de las leyes que iniciaban la reforma estructural. Muchos municipios de nueva creación han optado por establecer un número máximo de concejales para que todas las partes de los nuevos municipios y los pequeños partidos políticos tengan una oportunidad de representación en los nuevos ayuntamientos. El municipio de Copenhague tiene 55 concejales en su ayuntamiento, y municipios populosos como Aarhus y Aalborg tienen 31 cada uno, y Odense y Frederiksberg (Frb a partir del 1 de enero de 2022) tienen 29. Gentofte (de 17 a 19 concejales en las elecciones de 2009), Glostrup (de 17 a 19 concejales en 2009), Hørsholm (de 15 a 19 concejales en 2005), Ishøj (de 17 a 19 concejales en 2009), Solrød (de 15 a 19 concejales en 2009) y Tårnby (de 17 a 19 concejales en 2009).
Las elecciones al Consejo se celebran el tercer martes de noviembre cada cuatro años. Las últimas se celebraron el 16 de noviembre de 2021.
Los cinco consejos regionales y los 66 consejos municipales recién constituidos actuaron como comités de fusión transitorios (sammenlægningsudvalg) en 2006, con la responsabilidad de organizar las fusiones de los antiguos condados y municipios en cinco y 66 nuevas entidades, respectivamente. Los 238 consejos municipales y los 13 consejos comarcales que iban a ser fusionados y sustituidos/abolidos solo continuaron su labor un año más allá del mandato fijo de cuatro años para el que fueron elegidos (2002-2005) hasta 2006, momento en el que dejaron de existir. Treinta y dos municipios, incluidos los del recién creado municipio de Ærø (que se incluyó en la reforma) y el municipio regional de Bornholm (que no se fusionó como consecuencia de la reforma, ya que los votantes decidieron su fusión localmente el 29 de mayo de 2001 y se hizo efectiva a partir del 1 de enero de 2003), permanecieron sin cambios y no se fusionaron con otros municipios.
Las elecciones locales también se han celebrado antes en años impares, pero desde el 1 de enero de 1979, cuando el año fiscal del sector público pasó del 1 de abril al 31 de marzo, las elecciones locales se celebran en marzo y los concejales elegidos toman posesión de sus cargos el mes siguiente, el 1 de abril. Las elecciones se celebraron en años pares (se muestran algunos ejemplos): marzo de 1966, marzo de 1970, marzo de 1974 y marzo de 1978. El mandato de los políticos locales elegidos en 1978 iba del 1 de abril de 1978 al 31 de diciembre de 1981. Las elecciones locales se celebraron en noviembre de 1981 para el mandato de cuatro años (1 de enero de 1982 - 31 de diciembre de 1985). Las elecciones locales de noviembre de 1985 fueron para el siguiente mandato de cuatro años (1986-1989), etc. 
Número de concejales municipales elegidos y duración del mandato:
- Elecciones noviembre 2005 : 2006/07–2009: 2.522
- Elecciones noviembre 2009 : 2010–2013: 2.468
- Elecciones noviembre 2013 : 2014–2017: 2.444
- Elecciones noviembre 2017 : 2018–2021: 2.432 (la tabla muestra el número de escaños en cada consejo municipal)
- Elecciones de noviembre de 2021 : 2022-2025: 2.436 ( el municipio de Frederiksberg ha aumentado su consejo de 25 a 29 miembros)
- Elecciones noviembre 2025 : 2026 – 2029: 2.434 ( El municipio de Rebild reducirá su consejo de 25 a 23 miembros) ( información al 24 de junio de 2024 )

## Historia
| Municipios distribuidos según número de habitantes | Municipios distribuidos según número de habitantes | Municipios distribuidos según número de habitantes | Municipios distribuidos según número de habitantes |
| Habitantes                                         | Número de municipios                               | Número de municipios                               | Número de municipios                               |
| Habitantes                                         | Antes del 1 de abril de 1970                       | Desde el 1 de abril de 1974                        | Desde el 1 de enero de 2007                        |
| -------------------------------------------------- | -------------------------------------------------- | -------------------------------------------------- | -------------------------------------------------- |
| > 150.000                                          | 1                                                  | 4                                                  | 4                                                  |
| 100.000–150.000                                    | 3                                                  | 1                                                  | 2                                                  |
| 40.000–100.000                                     | 10                                                 | 18                                                 | 50                                                 |
| 20.000–40.000                                      | 22                                                 | 25                                                 | 35                                                 |
| 15.000–20.000                                      | 13                                                 | 24                                                 | 0                                                  |
| 10.000–15.000                                      | 22                                                 | 41                                                 | 3                                                  |
| 3.000–10.000                                       | 206                                                | 160                                                | 3                                                  |
| < 3.000                                            | 821                                                | 2                                                  | 1                                                  |
| Total                                              | 1.098                                              | 275                                                | 98                                                 |

### Antes de 1970
Hasta la reforma municipal del 1 de abril de 1970, el número de concejales en los municipios y condados daneses era de unos 10.000 en unos 1.000 municipios parroquiales (sognekommuner), supervisados por su condado, y 86 municipios de ciudad mercado (købstadskommuner), que no formaban parte de un condado, sino que eran supervisados por el Ministerio del Interior (incluido Bornholm, cuyo condado, como excepción, supervisaba los seis municipios de ciudad mercado del condado, de un total de 21).
La reforma fue iniciada en 1958 por el ministro del Interior Søren Olesen (1891-1973), miembro del Partido de la Justicia de Dinamarca .
El número de municipios se redujo durante el periodo comprendido entre abril de 1962 y 1966, cuando 398 municipios existentes se fusionaron voluntariamente para formar 118 nuevos. En 1965 se alcanzó el mayor número de municipios, con 1345, de los cuales 88 eran municipios de ciudad mercado, incluidas Copenhague y Frederiksberg, y 1. 257 eran municipios parroquiales (821, los menos poblados, véase el cuadro), de los cuales no tenían personal a excepción del alcalde y el tesorero/supervisor de la administración (kæmner danés, término utilizado por última vez hasta 1996, en Sindal, hoy parte del municipio de Hjørring), ambos empleados a tiempo parcial.

### Reforma municipal de 1970
En 1970, una reforma municipal puso fin a la distinción entre municipios parroquiales y municipios de ciudad mercado. Con la reforma de 1970, el término municipio (kommune) sustituyó a los dos anteriores, que ahora solo se utilizan con fines históricos. El 1 de abril de 1970, los 1098 municipios existentes a principios de ese año (con unos 10 000 concejales) se fusionaron para formar 277 nuevos municipios.
Unos años más tarde, el número se redujo ligeramente a 275 cuando algunos municipios del condado de Copenhague se fusionaron. El 1 de abril de 1974, el municipio de Sengeløse  se fusionó con el municipio de Høje-Taastrup, y la parroquia de Store Magleby se fusionó con la parroquia de Dragør para formar el nuevo municipio de Dragør. Los votantes de Sengeløse (que se creó como municipio el 1 de abril de 1970, pero solo existió hasta el 31 de marzo de 1974 por considerarse demasiado pequeño en población) y la parroquia de Store Magleby eran casi exclusivamente propietarios ocupantes, que votaron a un partido de centro-derecha en las elecciones para el consejo municipal, mientras que el municipio de Høje-Taastrup y la parroquia de Dragør eran casi exclusivamente propietarios y votaban de centro-derecha en las elecciones al consejo municipal, por lo que se produjeron acalorados debates antes de las fusiones, porque los votantes de centro-derecha en los municipios fusionados serían minoría en las elecciones. (Desde el 1 de enero de 1962, sólo dos alcaldes de Høje-Taastrup han sido socialdemócratas: Per Søndergaard, desde el 1 de abril de 1978 hasta el 31 de diciembre de 1981 (tres años y nueve meses), y Anders Bak (1948-2006), desde 1986 hasta 2005 (20 años); Michael Ziegler, del Partido Popular Conservador, ha sido alcalde desde el 1 de enero de 2006). Así, desde el 1 de abril de 1970 hasta el 1 de abril de 1974 el número de municipios fue de 277, para a partir de esa fecha descender a 275. También el 1 de abril de 1974, Avedøre, que formaba parte del municipio de Glostrup, se unió al municipio de Hvidovre . Esta combinación era lógica, ya que Avedøre limita con Hvidovre, pero no con Glostrup. El 1 de abril de 1972 se realizaron otros ajustes menores de los límites municipales (entre 100 y 150), a veces trasladando una zona de la jurisdicción de un municipio de un condado a la de otro municipio.
Muchos de los 275 municipios creados después del 1 de abril de 1974 construyeron grandes ayuntamientos para consolidar la administración y cambiar el paisaje urbano de Dinamarca. También se consolidaron otras empresas municipales y se pasó a la compra de bienes y servicios al sector privado.
Hasta 1978, el ejercicio fiscal del 1 de abril al 31 de marzo se utilizaba en el sector público, desde que se aprobó una ley en 1849. Sin embargo, como consecuencia de una ley aprobada por el Folketing en 1976, a partir del 1 de enero de 1979 el año fiscal coincide con el año natural. Por tanto, las reformas y leyes aprobadas antes de 1979 surten efecto a partir del 1 de abril.
Los 275 municipios existieron desde el 1 de abril de 1974 hasta el 31 de diciembre de 2002, cuando los cinco municipios de Bornholm se fusionaron con el condado para formar el municipio regional de Bornholm, por lo que se suprimió el condado y el número de condados se redujo a 13. A partir del 1 de enero de 2003, el número de municipios se redujo a 271.

### Reforma municipal de 2007
Tras las elecciones generales de 2001 y la formación de un nuevo gobierno, se debatió una nueva reforma municipal. Entre las razones esgrimidas a favor de la reforma se encontraban las mayores sinergias gracias a las economías de escala (masa crítica y mayor sostenibilidad profesional y financiera), los grandes descuentos en las partidas y la posibilidad de ofrecer una gama más amplia de servicios cercanos a los ciudadanos (a través de una ventanilla única de acceso al sector público similar a los consejos unitarios). La reforma pretendía paliar los problemas financieros causados por la despoblación en algunas zonas debido a las escasas oportunidades laborales, el elevado desempleo y el envejecimiento, y facilitar la introducción de las nuevas tecnologías de la información. Menos gente, menos municipios.
El 1 de octubre de 2002, el Gobierno creó una comisión sobre la reforma estructural, que presentó su informe el 9 de enero de 2004. El informe se presentó a políticos, investigadores y periodistas, más de 1.000 en total, el 14 de enero de 2004 en Vingstedcentret, municipio de Egtved, cerca de Vejle. El gobierno presentó una propuesta en abril de 2004, y la mayoría parlamentaria que respaldaba la reforma se aseguró el 24 de junio de 2004, cuando el Partido Popular Danés (entonces con 22 escaños) dijo que apoyaría un acuerdo con la coalición gubernamental de Venstre (entonces con 56 escaños) y el Partido Popular Conservador (entonces con 16 escaños), asegurándose así 94 escaños (90 necesarios para la mayoría en el Folketing, de 179 escaños). A partir del 1 de diciembre de 2004, las leyes que respaldaban las fusiones se sometieron a una audiencia para recabar opiniones -a favor, en contra o para modificar las leyes- de organizaciones y particulares. Tras las elecciones nacionales de 2005, los partidos Venstre, Partido Popular Conservador, Partido Popular Danés, Partido Socialdemócrata y Det Radikale Venstre alcanzaron un acuerdo definitivo por el que se fusionaban muchos municipios, se suprimían los 13 condados y se creaban cinco regiones. Presentado en febrero de 2005 al Folketing, los legisladores aprobaron finalmente el último de los 50 proyectos de ley necesarios para las fusiones, votando a favor de las leyes el 16 de junio de 2005. Las leyes entraron en vigor el 26 de junio de 2005, como siempre al día siguiente de su publicación en Lovtidende. La mitad de los proyectos de ley recibieron el apoyo de más partidos políticos que los tres partidos con mayoría política de 94 escaños. Después, las fusiones se concretaron y aprobaron en una orden departamental (en danés: ministeriel bekendtgørelse) firmada el 29 de junio de 2005 por Lars Løkke Rasmussen, entonces ministro de Interior y Sanidad. Como curiosidad, todo el aeropuerto de Billund, entonces situado en parte en el municipio de Give, pasó a formar parte del municipio de Billund, y cualquier futura ampliación del aeropuerto también pasó a formar parte de ese municipio. Las primeras elecciones a las nuevas regiones y municipios se celebraron en noviembre de 2005.
La reforma reemplazó la estructura de municipios y condados introducida con la reforma de 1970. Tres municipios sui generis que también eran condados perdieron sus privilegios de condado y pasaron a formar parte de la Región Capital de Dinamarca, aunque uno de estos tres municipios, Bornholm, que se creó el 1 de enero de 2003 después de la fusión de su condado con los cinco municipios, fue aprobado en una ley por el Folketing el 19 de marzo de 2002, aboliendo así uno de los 14 condados en el proceso, debido a su ubicación remota 150 kilómetros al sureste de Copenhague conserva algunas funciones regionales y por ello se le denomina municipio regional de facto. Realiza algunas tareas que sólo realizan las regiones del resto de Dinamarca. (A partir del 1 de enero de 2016 y 2018, los municipios de Ærø y Fanø, respectivamente, también se ocuparon de una tarea en las islas que antes era responsabilidad de la Región de Dinamarca Meridional, a saber,  el transporte público de masas.)
Casi todas las fusiones de municipios tuvieron lugar el 1 de enero de 2007, pero los municipios de Marstal y Ærøskøbing, ambos en la isla de Ærø, fueron autorizados por el Gobierno danés a fusionarse ya el 1 de enero de 2006 para formar el municipio de Ærø, por lo que el número de municipios se redujo a 270, que finalmente se redujeron por fusiones a 98 a partir del 1 de enero de 2007.

### Sectores afectados
Dado que los condados no eran la única estructura basada en la distribución municipal de Dinamarca, también se llevaron a cabo otros cambios relacionados. Así, los distritos policiales (reducidos de 54 a 12), los distritos judiciales (reducidos de 82 a 24), los distritos fiscales (que antes de 2007 eran responsabilidad de los municipios y después pasaron a formar parte del Ministerio de Hacienda del Gobierno central), las circunscripciones electorales y las parroquias de la Iglesia de Dinamarca también vieron reducido su número tras la reforma municipal.

### Número de políticos
La reforma de 2007 redujo el número de políticos locales y regionales a casi la mitad, 2.522 concejales municipales (elecciones al consejo en noviembre de 2005; reducido a 2.468 en las elecciones de 2009; a 2.444 en 2013; y a 2. 432) (1978: 4735; 1989: 4826; 1998: 4685; reducido en las elecciones al consejo del 29 de mayo de 2002 en el municipio de Bornholm) y 205 consejeros de la junta regional (1998: 374 consejeros de la junta comarcal) respectivamente.

## Lista de municipios
- Anexo:Municipios de Dinamarca

### 1970–2006
Hasta el 31 de diciembre de 2006, Dinamarca estaba dividida en 13 condados y 270 municipios.